# Mozgásérzékelés

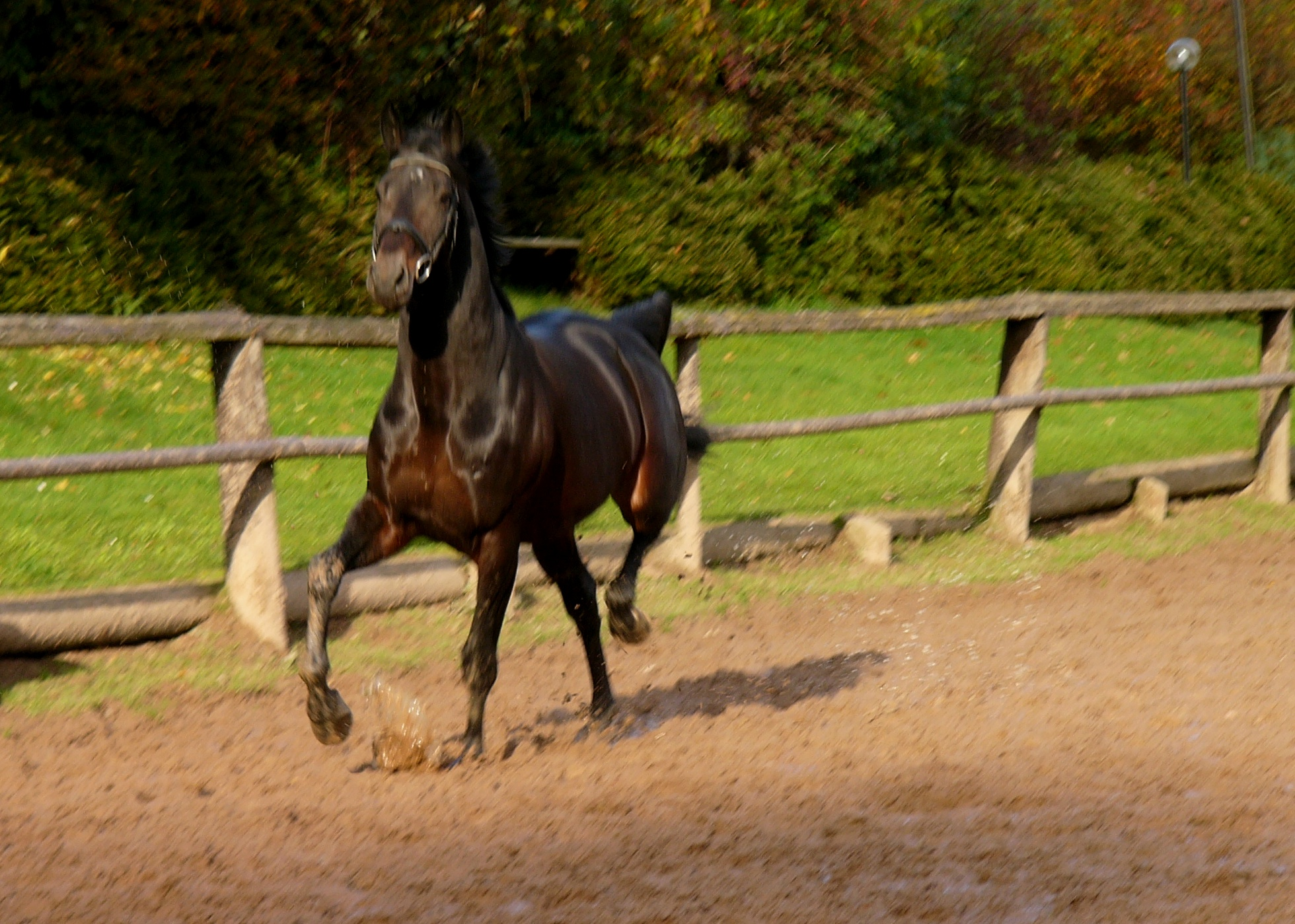
Versenyló (Trakehner) mozgásban

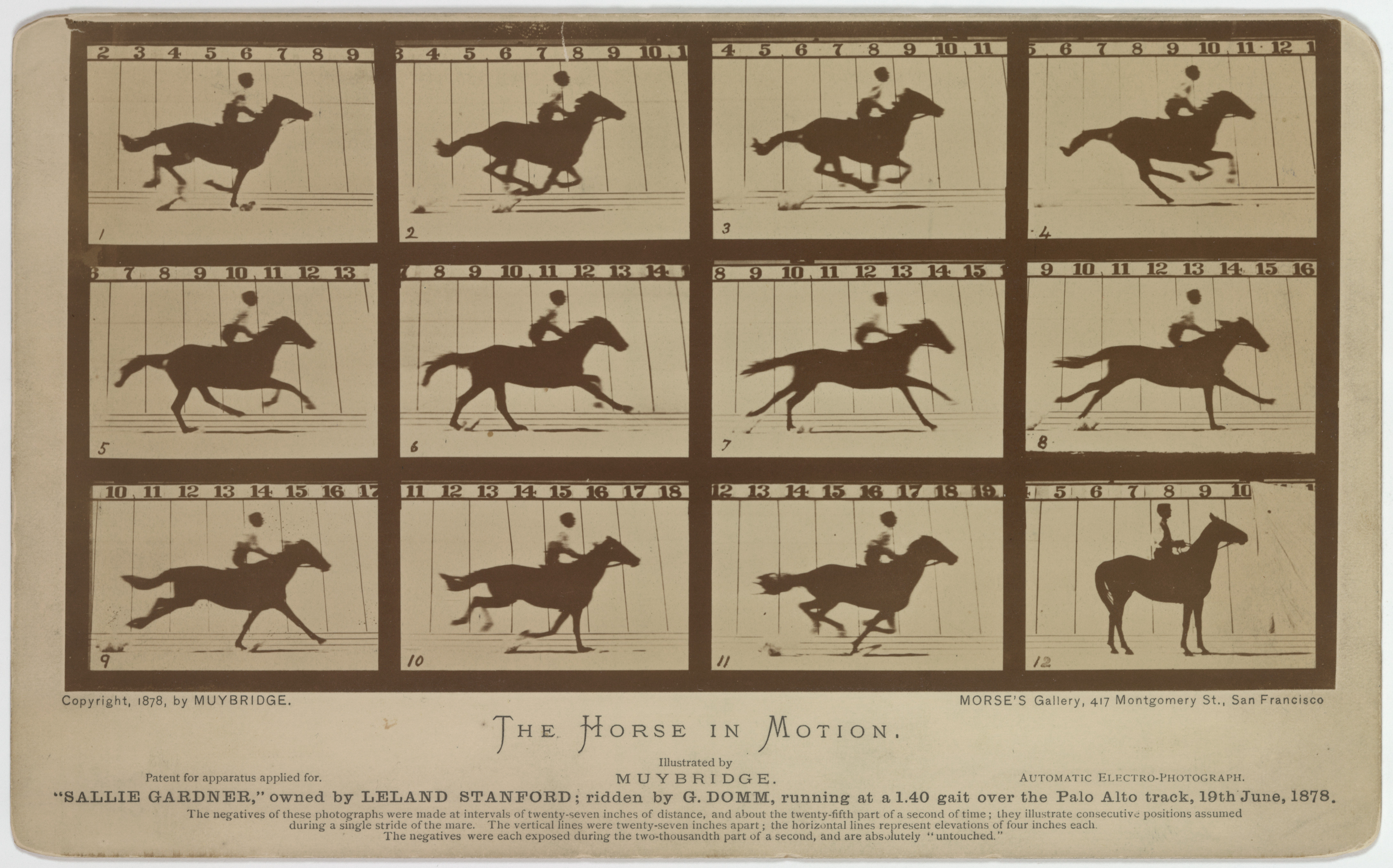
A ló mozgásának ábrázolása (Eadweard Muybridge A mozgó ló: Sallie Gardner (1878) című felvétele)

Mozgásérzékelés (motoros érzékelés) alapját a mozgásszervi receptorok (inak, izomzat) és az egyensúlyi szerv felől érkező ingerületek képezik, amelyek információkat szolgáltatnak a központi idegrendszer felé a mozgási folyamatokról és a térbeli helyzetről.

## A mozgásérzékelés, és a vele foglalkozó tudományok
Testünk, fejünk illetve végtagjaink helyzetét és mozgását látási ellenőrzés nélkül is érzékeljük. Ezen érzékelés receptor apparátusa részben az izmokban és inakban helyezkedik el, részben pedig a belső fül vesztibuláris készülékében találhatók. A kinesztetikus (testmozgással kapcsolatos) információk nem minden eleme kelt érzékletet az agyban, vagyis a jelenségek egy része tudattalanul zajlik le. A motoros tanulás során a hatékonyabb előrehaladást ezeknek a tudattalanul lezajló folyamatoknak a tudatosítása biztosítja. A mozgásérzékelést számos tudomány vizsgálja, többek között a pszichológia (vizuális észlelés), a neurológia, a neuropszichológia, gépészet (engineering) és az informatikához kapcsolódó tudományok (virtuális valóság kutatások, stb.).

## Neuropszichológia
A mozgásvakságot akinetopsziának nevezzük, mely az extrastriátis kortexben (V5) található kortikális terület sérüléséből adódik. Emellett kimutatható antidepresszáns gyógyszerek mellékhatásaként, vagy agyvérzést követően, vagy valamely agysebészeti beavatkozás következményeként. Esetenként az akinetopszia kezelhető sebészeti beavatkozással vagy az antidepresszánsok szedésének beszüntetésével. A neuropszichológiai tanulmányok szerint, azok a betegek, akik nem érzékelik a mozgást, filmkockák sorozataként látják a világot. Tehát a vizuális területük (V5) hasonló a főemlősökéhez.

## Elsőrendű mozgásérzékelés
Az első rendű mozgásérzékelés azokra a tárgymozgásokra értendő, amikor a fénypont elkülönül a háttértől, olyan hatást keltve, mintha egy fekete bogár átrepülne egy fehér lapon. Ezt a jelenséget másképpen stroboszkopikus mozgásnak is nevezzük, amikor is egy sor állókép gyors egymásutánja látszatmozgást eredményez. W. Gregory két eltérő mozgásészlelési rendszert detektált: a kép-retina rendszert, mely a közvetlen retinális mozgás észlelést végzi, és a fej-szem rendszert, ahol a szem követi a mozgó tárgyat. A két rendszer integrációja a mozgásészlelés alapját képezi. Wertheimer phi-jelenségként definiálta az említett illúziót. Az események térben és időben is történnek. Két fajtája van az eseménynek. Az egyszerűbb esetben- térben nem, csak időben történik változás. Bonyolultabb esetben, mind a térben, mind az időben változás megy végbe. Egyszerű: Villogás, csak idői változással járó látási esemény. Bonyolultabb: vizuális mozgás.

## Másodrendű mozgás
A másodrendű mozgásérzékelés során a mozgáskontúrt a háttér és a mintázat határozza meg. A másodrendű mozgás gyengébb mozgás utóeffektet hoz létre, mint az első. Az első- és másodrendű mozgás teljes kombinációja a V5/MT vizuális rendszer szintjén jelenik meg.

## Mozgás észlelés vizsgálatok
A mozgás észlelés vizsgálatakor megkülönböztetünk látszólagos és valódi mozgást. Látszólagos mozgás: A retinán állókép keletkezik, melyet mozgóképként észlelünk. Például egy film esetében: egy másodperc alatt 24 filmkockát vetítenek le, mi mégis mozgó képként észleljük.
Valódi/Indukált mozgás: Szintén nem mozdul el a kép a retinán, viszont ebben az esetben a kisebb tárgy hátterében lévő nagyobb háttér mozdul el azt a látszatot keltve, hogy a kisebb tárgy mozog.

## Biológiai mozgás
Látórendszerünk talán legfontosabb funkciója: az élőket az élettelen tárgyaktól történő megkülönböztető mozgások észlelése. Életünk során gyakran találkozunk biológiai rendszerek által létrehozott mozgásokkal, mint például ha valakit séta, futás vagy egyéb cselekvése közben megfigyelünk. A mozgásból akár a másik ember neme vagy kiléte is megállapítható. Gunnar Johansson (1975) svéd professzor tanulmányaiban elsőként próbálta meghatározni azt a legkisebb információmennyiséget, ami elegendő a biológiai mozgások felismeréséhez. Látórendszerünk nagyon sok különböző ingerre válaszol, ezek egyike sem olyan fontos azonban, mint az élőket az élettelen tárgytól megkülönböztető mozgások.
A mozgás erőteljes jelzőmozzanatokat kínál a dolgok biológiai hovatartozására nézve, azaz segíthet annak eldöntésében, hogy valami él- e vagy sem. A látott mozgások sokkal többet árulnak el, mint, hogy az illető él-e vagy sem. A mozgásokból következtetünk a személy nemére vagy akár kilétére is. Járás során a bal lábunk és a jobb karunk együtt mozdul, majd a jobb lábunk és a bal karunk következik. Az eredmény egyfajta ingázó vagy ide- oda járó mozgás. A test minden lépés során két vonal metszéspontja körül mozdul el. Az egyik vonal a bal vállat és a jobb csípőt, a másik a jobb vállat a bal csípőt köti össze.
Természetesen gyakran a nem biológiai tárgyak is mozognak. Mozgásuk igen értékes információt nyújt a háromdimenziós alakjukról. Képesek vagyunk arra, hogy a mozgás alapján következtessünk a tárgyak szerkezetére. Ez a képesség a mozgásból fakadó szerkezet észlelése. Retinaképünk mozgásunknak megfelelően változik. Előfordul, hogy a mozgás látás hiányában történik. Mozgó tárgyak nyomon követéséhez nem szükséges folyamatosan rajtuk tartani a szemünket. Elegendő, ha minden fél másodpercben rápillantunk a tárgyra.
A kéz kezdeti nagyobb és későbbi finomabb mozgásainak a felbomlása különösen
megmutatkozik a látási mozgási koordinációs zavarnak (optikus ataxia) nevezett neurológiai
betegségben. A vizuálisan vezérelt tárgyelérés zavara nem a tapintásérzékelés sérüléséből fakad: csukott szemmel minden további nélkül be tudjuk gombolni a ruhánkat. A látásélesség viszonylag normális ebben az esetben.

## Mozgást kiváltó tényezők
A mozgásérzetet többféleképp is ki lehet váltani.
Valódi / fizikai mozgás
Valódi mozgás során egy tárgy vagy élőlény tényleges, fizikai mozgást végez, elmozdul a megfigyelő látómezején, ez pedig mozgásérzetet kelt.
Látszólagos / stroboszkopikus mozgás
Fizikai mozgás hiányában is kialakulhat mozgásérzet. Látszólagos / stroboszkopikus mozgást először a 19. században sikerült megfigyelniük a mozgásérzékelést vizsgáló kutatóknak. A jelenség lényege, hogy két szomszédosan felvillantott fénypont (ha kellően kis idő telik el az ingerek bemutatása között) mozgásérzetet keltett, mintha egy fénypont végezne elmozdulást. A látszólagos mozgás vizsgálatából több, a pszichológia fejlődését meghatározó irányzat is született.
1.Gestalt pszichológia és a látszólagos mozgás
Max Wertheimer 1912-ben megjelent cikkében a felvillanó fények közötti távolság tulajdonságairól értekezett. Ez a jelenség jól példázza a Gestalt-pszichológia alaptézisét, mely szerint "a részek összessége nem egyenlő az egésszel."
2.Pszichofizika és a látszólagos mozgás
A látszólagos mozgás fizikai paramétereinek méréséhez köthető a pszichofizika születése. Ez az irányzat többek között azt kezdte vizsgálni, hogy milyen hosszú idő telhet el a két felvillanás között ahhoz, hogy még egységes mozgásnak, ne pedig két különálló ingerként érzékeljük.
3. Idegélettani háttere
Mai ismereteink szerint a valódi és a látszólagos mozgás érzékelésének idegélettani háttere azonos, tehát tárgyalható közösen.
Mozgási utóhatás / vízesés-illúzió
A mozgási utóhatás lényege, hogy egy korábban fennálló inger megszűnése után is úgy érzékeli a megfigyelő, hogy a mozgás folytatódik. A mozgási utóhatás kiváltásának feltételei:
- a mozgás legyen koherens 
- a mozgás legyen egyirányú
- a mozgás tartson bizonyos időtartamig (több perc)
Ez a jelenség legegyszerűbben az ún. vízesés-illúzióval szemléltethető. Tegyük fel, hogy egy vízesés előtt állva, hosszan figyeljük a zuhatagot, majd a környező erdő fáira tekintünk. Hirtelen a statikus erdő is olyan érzetet kelt, mintha lefelé mozogna.
Mozgási illúzió
Míg a valódi és a látszólagos mozgás idegélettani háttere nagyjából tisztázott, a mozgási illúzió jelensége napjainkban is kihívást jelent a kutatóknak.

## Mozgásintegrálás
Ahhoz, hogy kivonatolt mozgásjelzéseket kapjunk a retinális képből, a vizuális rendszernek integrálnia kell vagy a vizuális terület különböző mozgás jelzéseit kétdimenziós formába vagy a tárgyak és jelenségek mozgásának globális reprezentációját.

## Monokuláris mozgás
A monokuláris mozgás vagy mozgás- parallaxis az észlelő azon képességét jelöli, amikor a mozgó megfigyelőtől különböző távra lévő tárgyak egymáshoz viszonyított mozgása eltér a fixponthoz képest. A mozgás nagyon gyorsan eloszlat minden olyan téves észlelést, amely statikus jelzőmozzanatokból származik. Ez azért van, mert a mozgás egy újabb, nagyon hatásos távolsági jelzőmozzanatot vezet be. Ahogy a világban mozgunk, a tárgyak a látómezőnkbe állandóan változtatják a helyzetüket. A fixpontnál közelebb eső tárgyak az autó mozgásirányával ellentétes irányban áramlanak. A távolabbi tárgyak is mozogni látszanak, de kisebb sebességgel és ugyanabban az irányban, amerre mi is haladunk. A mozgásparallaxis a látómezőn belüli tárgyak relatív látszólagos mozgása, miközben mi magunk mozgunk. Elég ehhez csak a fejünket mozgatni. A mozgásparallaxist felhasználva a megfigyelők elég jól meg tudják ítélni, hogy egy tárgy egy másik előtt vagy mögött van. A viszonylagos távolságra vonatkozó, mozgásparallaxison alapuló becslések közel olyan pontosak, mint a binokuláris diszparitáson alapulóak.

## Helykonstancia
Mozgás közben elképzelhetetlenül sok kép „bombázza” a retinánkat, az álló tárgyak helyzete mégis állandónak látszik. Létrejöttéhez az szükséges, hogy az észlelőrendszerünk saját mozgásunkat és a retinális kép változását egyszerre vegye figyelembe. Amikor a tárgyak helye a valóságnak megfelelően, a szemmozgás és a recehártyakép eltolódása ellenére állandónak tűnik, akkor helykonstanciáról beszélünk.

## Külső hivatkozások
- A mozgásérzékelés kutatásának elismerése, (angolul)